# Young Rock
Young Rock é uma sitcom estadunidense baseada na vida do lutador profissional e ator Dwayne Johnson, também conhecido pelo nome de "The Rock". A série foi criada por Nahnatchka Khan e Jeff Chiang e estreou na NBC em 16 de fevereiro de 2021. Em abril de 2021, o programa foi renovado para uma segunda temporada. 

## Enredo
A sitcom se passa em uma história em que Johnson está concorrendo como candidato nas eleições presidenciais de 2032 nos Estados Unidos. Neste contexto, ele é entrevistado por Randall Park (também interpretando a si mesmo) e relembra três períodos importantes de sua formação (exceto o episódio piloto e o final da primeira temporada, onde todos os três são mostrados): quando criança no Havaí; como estudante do ensino médio na Pensilvânia; e como estudante universitário e jogador de futebol na Universidade de Miami.

## Elenco e personagens

### Principal
- Dwayne Johnson como Ele mesmo
  - Adrian Groulx como Johnson criança
  - Bradley Constant como Johnson adolescente
  - Uli Latukefu como Johnson adulto
- Stacey Leilua como Ata Johnson
- Joseph Lee Anderson como Rocky Johnson
- Ana Tuisila como Lia Maivia
- Matthew Willig como André the Giant[3]

### Recorrente

#### 1982
- Brett Azar como The Iron Sheik[4]
- Nate Jackson como Junkyard Dog
- Kevin Makely como Randy Savage
- Fasitua Amosa e John Tui como Sika e Afa Anoa'i, mais conhecido como Os Wild Samoans
- Wayne Mattei como Sgt. Slaughter
- Josh Thomson como Bob

#### 1987
- Lexie Duncan como Karen
- Bryan Probets como Principal Boggs
- Stephen Adams como Kevin
- Matthew Farrelly como Ric Flair
- Jade Drane como Roddy Piper
- Adam Ray como Vince McMahon
- Taj Cross como Gabe
- Genevieve Hegney como Diane

#### Década de 1990
- Emmett Skilton como  Ed Orgeron
- Wavyy Jones como Russell Maryland
- Rich Morrow como Michael Irvin
- Lovensky Jean-Baptiste como Uncle Luke membro do 2 Live Crew
- Robert Crayton como Warren Sapp
- Joshua Hoyo Jr como Mario Cristobal
- Montez Wilkins como Jessie Armstead

#### 2032
- Randall Park como Ele mesmo
- Kenny Smith como Ele mesmo
- Rosario Dawson como General Monica Jackson
- Ata Johnson como Ele mesmo
- Ed Orgeron como Ele mesmo

## Episódios
| Temporada | Temporada | Episódios | Episódios | Originalmente exibido   | Originalmente exibido  |
| Temporada | Temporada | Episódios | Episódios | Estreia da temporada    | Final da temporada     |
| --------- | --------- | --------- | --------- | ----------------------- | ---------------------- |
|           | 1         | 10        | 10        | 23 de fevereiro de 2021 | 4 de maio de 2021      |
|           | Especial  | Especial  | Especial  | 15 de dezembro de 2021  | 15 de dezembro de 2021 |

## Recepção
No Rotten Tomatoes, detém um índice de 88% de aprovação com base em 26 críticas, com uma nota média de 7,58/10. O consenso crítico do site diz: "Ancorado por um elenco encantador, Young Rock é uma espiada cativante por trás da cortina da infância de Dwayne Johnson e do mundo selvagem da luta livre". No Metacritic, a série tem uma pontuação média ponderada de 67 de 100, com base em 16 avaliações, indicando "críticas geralmente favoráveis".